# Gunnstein Fjetland
Gunnstein Fjetland (1º gennaio 1958) è un ex calciatore norvegese, di ruolo difensore.

## Carriera

### Club
Fjetland giocò nel Viking dal 1980 al 1984. Fece parte della squadra che vinse il campionato 1982. In seguito, militò nelle file del Vidar.

## Palmarès

### Club

#### Competizioni nazionali
- Campionato norvegese: 1

Viking: 1982